# Villa Fiorentina (Sanremo)
La villa Fiorentina est une villa éclectique située dans la commune de Sanremo en Italie.

## Histoire
Conçue par l'architecte Pio Soli, la villa est construite en 1884 à la demande de la famille Asquasciati. Le projet est une réélaboration d'un précédent travail des architectes français Charles Garnier et Eugène Viollet-le-Duc, dans lequel Soli intègre des éléments néogothiques et autres dérivés de l'architecture de la Renaissance florentine.

## Description
La villa présente un revêtement en pierre, sous-toiture en bois et décorations en fer forgé. Parmi les éléments de style néorenaissance florentine on mentionne le traitement à bossage rustique de la pierre des parements et la récurrence du lys, symbole de Florence, dans les décorations.

## Galerie d'images

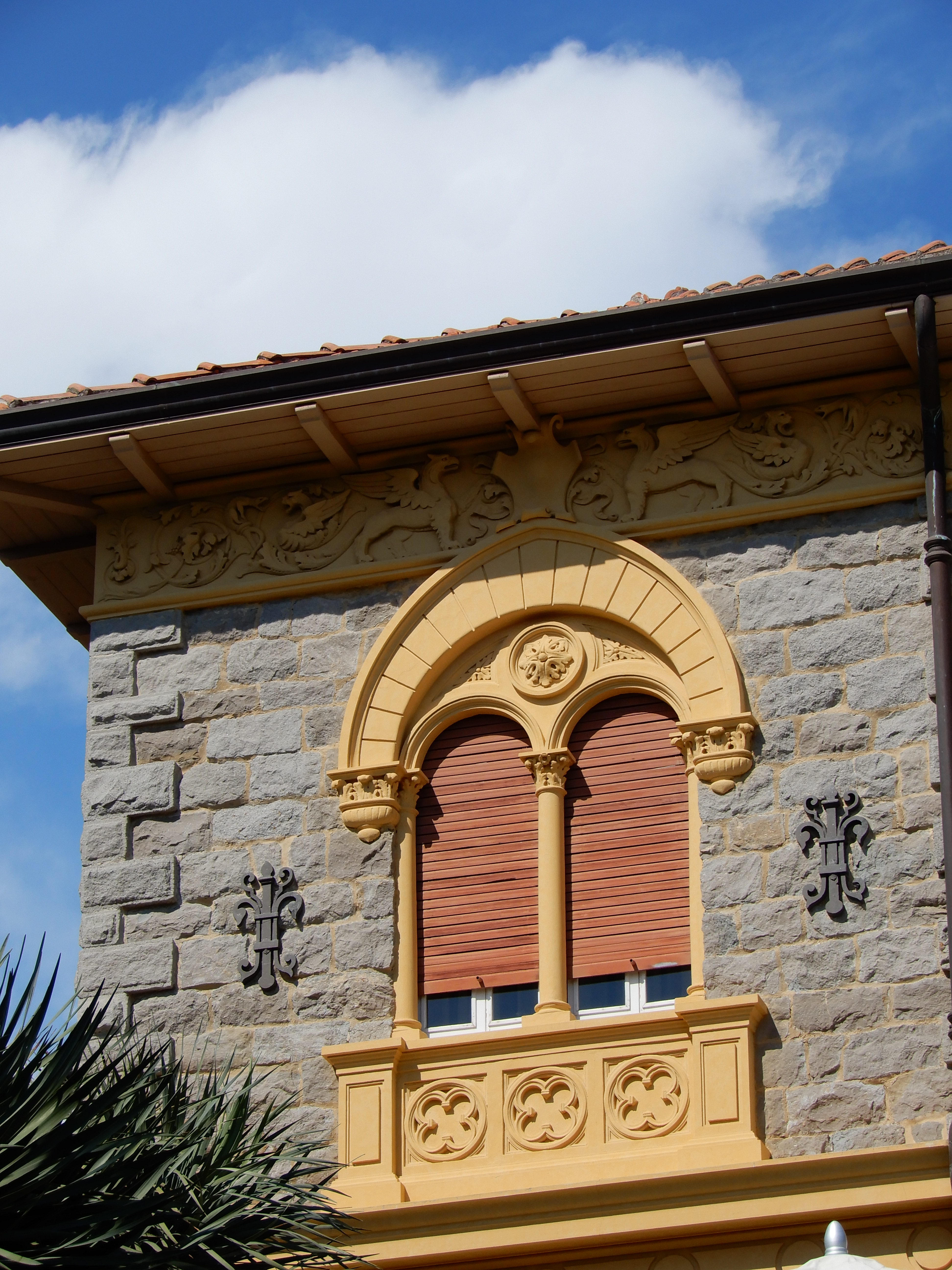
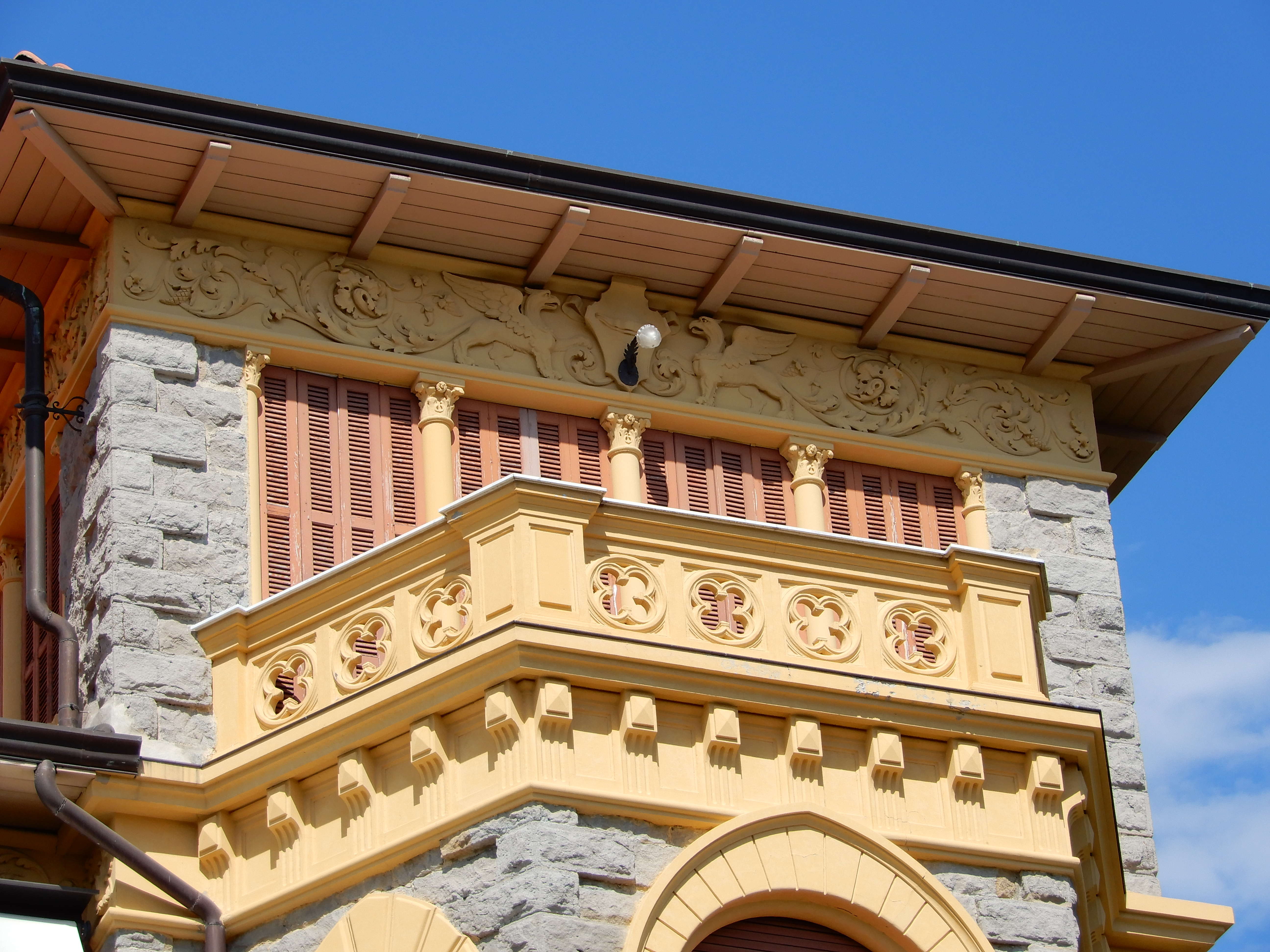
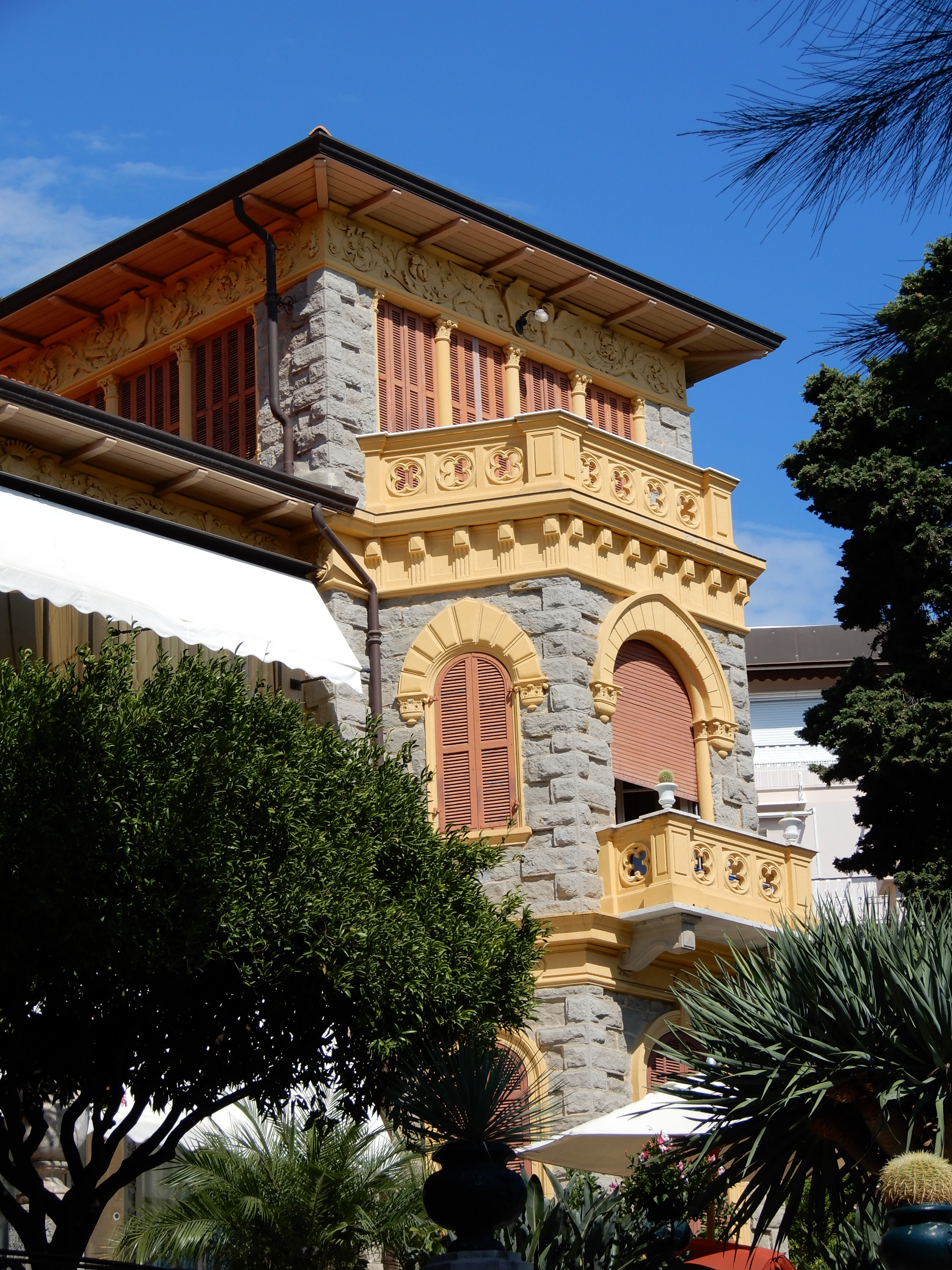